# Thomas Sørensen
Thomas Sørensen   (Fredericia, 12 de juny de 1976) és un exfutbolista danès de la dècada de 2000.
Fou 101 cops internacional amb la selecció de Dinamarca.
Pel que fa a clubs, defensà els colors de l'Odense BK, Sunderland AFC, Aston Villa FC i Stoke City FC.

## Referències

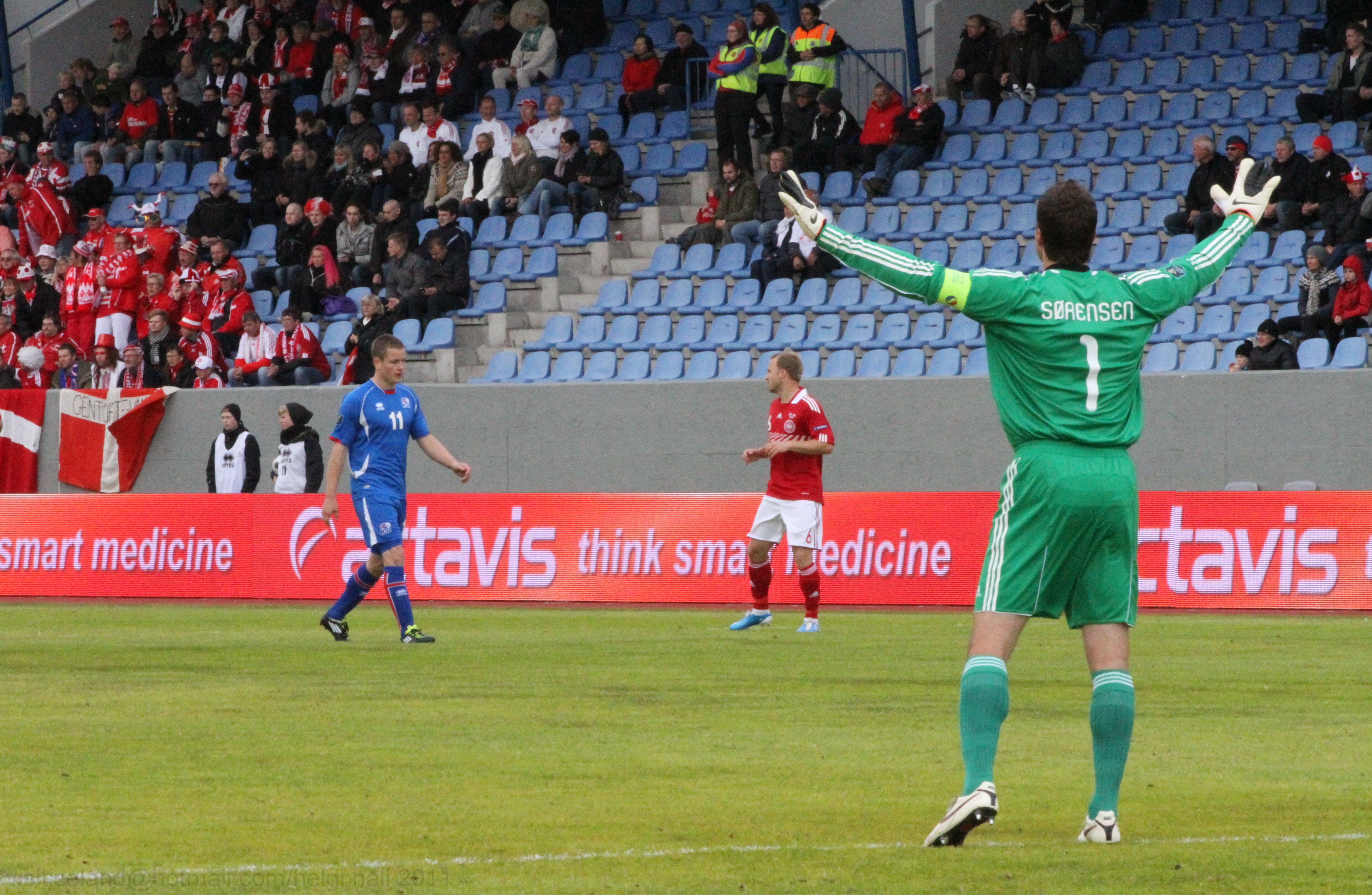
Sørensen amb Dinamarca.